# Cousances-les-Forges
Cousances-les-Forges település Franciaországban, Meuse megyében. Lakosainak száma 1644 fő (2022. január 1.). Cousances-les-Forges Chamouilley, Narcy, Ancerville, Aulnois-en-Perthois, Rupt-aux-Nonains és Savonnières-en-Perthois községekkel határos.

## Népesség
A település népességének változása:
| Lakosok száma | 1694 | 1890 | 1828 | 1704 | 1707 | 1712 | 1688 | 1680 | 1675 | 1644 |
|               | 1968 | 1982 | 1990 | 2006 | 2013 | 2015 | 2017 | 2019 | 2020 | 2022 |